# Axenyllodes monoculatus
Axenyllodes monoculatus is een springstaartensoort uit de familie van de Odontellidae. De wetenschappelijke naam van de soort is voor het eerst geldig gepubliceerd in 1981 door Jordana & Ardanaz.